# Vengo
Pour plus de détails, voir Fiche technique et Distribution.
Vengo est un film franco-hispano-germano-japonais réalisé par Tony Gatlif, sorti en 2000.

## Synopsis
Caco est un homme fier et respecté, propriétaire avec son clan d'une importante boîte de nuit en Andalousie. Cependant c'est un homme fragile, blessé par la mort accidentelle de sa fille et ne cherchant pas la violence. Mais le destin va le frapper encore car son frère, en fuite au Maroc, a tué un membre de la famille des Caravaca. Ces derniers veulent le paiement du sang et, malgré les tentatives de médiation de Caco qui ne peut livrer son frère, décident de se venger sur le fils de ce dernier, un garçon handicapé sous la protection de Caco. Afin de rompre le cercle infernal des vengeances, c'est Caco qui marchera volontairement vers la mort.

## Fiche technique
- Titre : Vengo (littéralement : Je viens en espagnol, et aussi Je venge)
- Réalisation, scénario : Tony Gatlif
- Photographie : Thierry Pouget
- Musique : Tony Gatlif, Cheikh Ahmad al-Tûni, La Caíta, Tomatito
- Montage : Pauline Dairou
- Production : Tony Gatlif et Luis Ángel Bellaba
- Sociétés de production : Astrolabio Producciones S.L. et Canal+ Cinéma
- Langue : français / espagnol
- Format : couleurs / DTS / Dolby Digital
- Durée : 90 minutes
- Dates de sortie :

## Distribution
- Antonio Canales : Caco
- Orestes Villasan Rodriguez : Diego
- Antonio Dechent : Primo Alejandro
- Bobote : Primo Antonio
- Juan Luis Corrientes : Primo Tres
- Fernando Guerrero Rebollo : Fernando Caravaca
- Francisco Chavero Rios : Francisco Caravaca
- Sophie Bonnet : Danse Orientale

Les rôles sont tenus par de véritables gitans.

## Commentaires
L'univers de Tony Gatlif, les gitans, le flamenco est porté à incandescence : « Vengo, c’est d’abord cela : un cri, un chant, un hymne à la vie, à l’amour, au deuil, au pacte du sang. Un hymne à la Méditerranée. » (Tony Gatlif). Une bande sonore extraordinaire qui scande la montée dramatique dans cette histoire digne d'une tragédie antique, dans ces moments, on est fasciné par l’âpreté du cante jondo, le chant profond qui monte depuis les entrailles jusqu’à la bouche pour projeter dans l’air les blessures de l’âme gitane espagnole, amoureuse du sacrifice.

## Distinctions
- César de la meilleure musique écrite pour un film en 2001.
- Étoiles d'or du cinéma français du compositeur de musique de film en 2001.